# Меннонитство

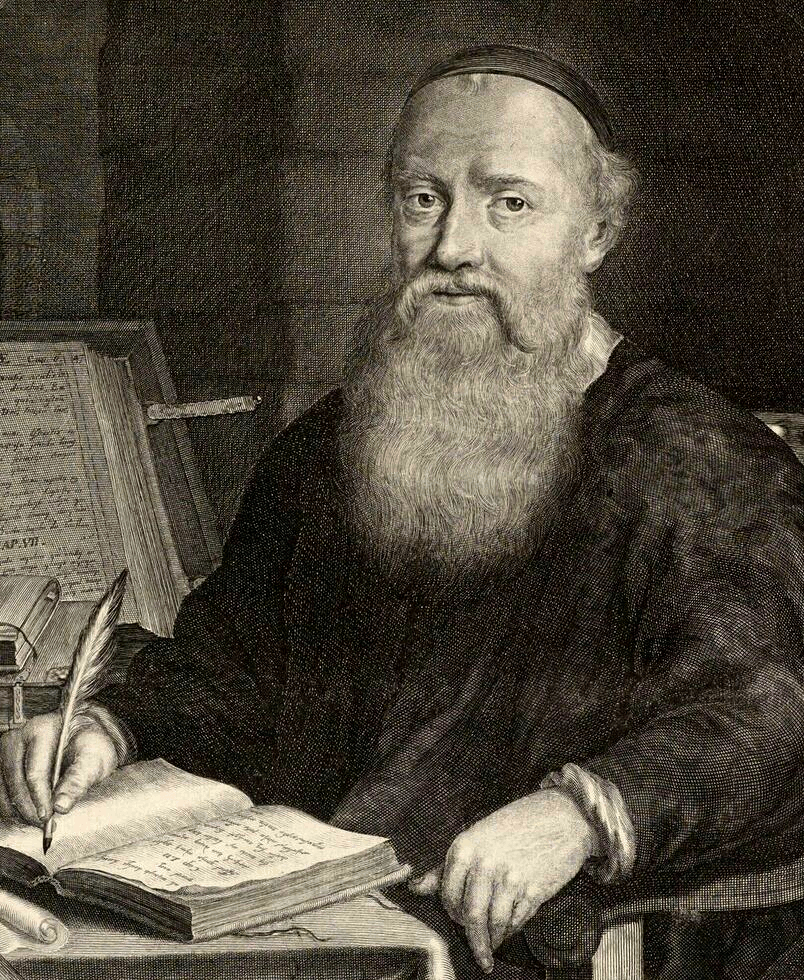
Менно Симонс.

Меннони́тство — одна из протестантских деноминаций, называемая по имени её основателя, Менно Симонса (1496—1561), голландца по происхождению.
Меннонитство возникло в 1530-е годы в ходе реформационного движения в Нидерландах, в котором принимали участие радикальные и умеренные анабаптисты, которым надоели бесконечные войны в Западной Европе. В основе вероучения меннонитов лежат идеи неприменения силы и непротивленчества, меннониты по своим религиозным убеждениям отказываются брать в руки оружие. Принципиальный пацифизм меннонитов, вступавший в противоречие с интересами государств, в которых они проживали, породил специфическую форму пассивного протеста, каждый раз, когда государственные власти пытались заставить меннонитов проходить службу в армии, они выбирали для себя массовую эмиграцию. Первая волна эмиграции пришлась на 1540—1550-е годы, когда деятельность католической инквизиции вынудила их переселиться сначала в Восточную Фрисландию и Северную Германию, а позднее — в Восточную и Западную Пруссию. Вторая, более крупная волна эмиграции меннонитов началась в конце 1560-х годов, в результате чего меннониты оказались в Англии, Франции, Германии и Польше. Во второй половине XVIII века уже отсюда группы меннонитов отправились в Российскую империю по приглашению Екатерины II.

## Биография Менно
Менно был сельским католическим священником. Во время реформации он читал произведения многих реформаторов, в том числе Мартина Лютера. В 1531 году в Леувардене он увидел, как казнили анабаптистов, и это потрясло его. Постепенно от сострадания к ним Менно перешёл к убеждению в их правоте, ссылаясь при этом на Библию. К анабаптистам примкнул его брат. В 1535 году при взятии правительственными войсками монастыря близ Доккума, которым завладели анабаптисты, брат погиб.
После мучительной внутренней борьбы Менно открыто отрёкся от католицизма и в 1536 году вступил в число анабаптистов.
Менно принял главные пункты анабаптистского вероучения. Однако он отверг воинствующее политическое назначение церкви в мире, которое утверждали проповедники анабаптизма Мюнцер и Иоанн Лейденский. Менно даже написал резкое сочинение против Иоанна Лейденского и его притязаний на царствование.
Приняв повторное крещение и рукоположение от одного из анабаптистских «апостолов» Обби Филипса, Менно выступил в качестве странствующего проповедника. Вскоре он организовал многолюдные общины в Фрисландии, Кёльне, южной Германии, Мекленбурге, а в 1543 году принял звание епископа всех меннонитов. Пять лет он провёл в прибалтийских провинциях Великого княжества Литовского и Русского, проповедуя меннонитские идеи.

## Догматика меннонитов
После богословского состязания с одним из учеников Лютера Иоанном Лоска, Менно издал два сочинения — «О вочеловечении Спасителя» и «О крещении».
Результаты собора, созванного им для обсуждения вопроса о церковной дисциплине меннонитов, Менно изложил в сочинении «Об отлучении от церкви Христовой».
В Прибалтике Менно написал своё главное догматическое сочинение «О Троице» (против последователей унитарианства, унитариев), в котором утверждал, что взаимное отношение лиц Святой Троицы составляет тайну, предмет верования, а не рассуждения.
Характерные черты вероучения меннонитов:
1. Ожидаемое восстановление в мире царства Божия через основание и распространение на Земле святой и чистой Церкви.
2. Принятие Библии как главного источника вероучения.
3. Наибольшее значение имеет троичность Бога: Бог Отец, Бог Сын (Иисус Христос) и Дух Святой.
4. Свобода личного понимания в области верования.
5. Евхаристия трактуется символически как благоговейное воспоминание события из жизни Иисуса Христа, способствующее возвышению и укреплению чувства веры, а не как таинство.
6. Крещение совершается только над взрослыми (как в баптизме, пятидесятничестве, адвентизме), поскольку принимать его следует вполне осознанно.
7. Судебные тяжбы, присяга и воинская служба отрицаются. Меннонитство отличается «миролюбивым и умеренным» характером. Оно никогда не призывает к насилию. Оно призывает задумываться о смысле всей жизни вообще, о самосовершенствовании и развитии своей души. Меннониты являются одной из первых религиозных групп, введших пацифизм в рамки вероучения.

В церковном отношении каждая самостоятельно организовавшаяся община существует независимо от других. Именно община избирает своих духовных наставников и проповедников. Для решения дел, касающихся общины в целом, созывается «общее церковное собрание», постановления которого утверждаются «конвентом духовных старшин». Конвент является представителем общины перед правительством.

## История
История меннонитства до XIX века — это история постоянной борьбы, внешней — с католиками и протестантами, внутренней — между партиями, образовавшимися в самом меннонитстве.
Меннониты не были признаны ни в Германии, ни в Нидерландах, и поэтому могли собираться на богослужение лишь тайно, под страхом смертной казни, так как считались сектантами. Голова самого Симонса была оценена в 1542 году императором Карлом V в 100 гульденов, поэтому он скрывался от властей.
Большинство его последователей, избегая гонений в своём отечестве, воспользовались приглашением заняться работами по осушению болот в Пруссии, между Гданьском, Эльблонгом и Мальборком. Когда эта работа была ими исполнена с успехом, означенная территория, находившаяся во власти короля польского, была отдана им в полное владение. Не ранее как в 1780 году на них была наложена подать в 5000 талеров, а в 1790 у них было отнято право приобретать здесь земельную собственность.
Во время гонений между меннонитами оказалось много «падших», то есть отрёкшихся от этого вероисповедания. Когда гонения утихли, возник спор об отношении «церкви» к этим падшим. Всё общество меннонитов разделилось по этому вопросу на «радикалов», под предводительством Филиппа Дирка, требовавших безусловного отвержения падших церковью, и «умеренных», соглашавшихся на их воссоединение. Победа осталась на стороне радикалов, и все «умеренные» собором были отлучены от церкви, несмотря на то что к этой партии принадлежал сам Менно. Тогда «умеренные», соединившись с нидерландскими меннонитами, образовали особую, весьма многочисленную секту «либеральных тауфгезинтов» (Taufgesinnten), название же «меннониты» осталось за радикалами. Впоследствии строгих меннонитов стали называть «утончёнными», а либеральных — «грубыми» меннонитами. Радикалы потребовали от Симонса, чтобы он произнёс проклятие на либералов, и Менно уступил, написав в своё оправдание второе сочинение «Об отлучении», за которое два тауфгезинтских проповедника (Цилис и Леммекен) провозгласили своего вождя изменником. Менно отвечал им анафемой, но перед смертью сказал окружавшим: «Не будьте слугами людей, как я».
Со времени смерти Менно Симонса (1561) до 1572 года меннониты в Нидерландах снова подвергались жесточайшим преследованиям. Крещение взрослых, отрицание присяги, уклонение от военной службы — эти «догматы» Симонса вызывали общую ненависть даже в народе, считавшем меннонитов противниками не только церкви, но и государства. «Утончённые» и «грубые» меннониты всё более и более обособлялись друг от друга. «Грубые» углубились в догматику и доходили до рационализма. Утончённые занялись нравственной казуистикой и регламентацией правил обыденной жизни. Для всех членов меннонитских общин установлена была форма и стоимость одежды, обстановка жилищ и т. п. В это же время стала заметна общая тенденция меннонитов устраивать свою жизнь наподобие первобытной христианской общины. Но и в этом отношении скоро возникли разногласия, например, о том, в храме ли только друг другу следует умывать ноги, или также в частных домах всем странствующим, подвергать ли отлучению за нарушение правил об одежде и жилищах, и т. п. В эпоху борьбы за освобождение Нидерландов голландские меннониты оказывали великие услуги своему отечеству, жертвовали нередко всем своим состоянием, лечили солдат в армии Вильгельма Оранского. Вследствие этого они получили полную свободу богослужения, право заводить школы и созывать соборы из представителей своих общин. На первом же из этих соборов обнаружилось, что 24 тауфгезинтские общины уже много лет не имели своих храмов и проповедников, а детей своих обучали в реформатских школах. В результате такого положения меннониты неминуемо должны были бы окончательно подпасть в своём религиозном учении и культе под влияние отчасти реформатов, отчасти ремонстрантов, под которым и находились весь XVII и половину XVIII веков. Реформатская церковь неоднократно пыталась навязать меннонитам Символ веры, не соответствующий учению Менно.
В 1795 году голландские меннониты были уравнены в правах с католиками и реформатами. Вмешательство гражданских и церковных властей в дела их общин было устранено. На Амстердамском соборе состоялась полная уния всех партий меннонитов. Они устроили миссии на острове Ява и благотворительные заведения, а в начале XIX века у них появилась и семинария в Амстердаме для подготовки проповедников. В Харлеме существует Богословское общество меннонитов.
В Пруссии в 1847 году меннонитов лишили освобождения от военной службы, вследствие чего значительная их часть эмигрировала в Российскую империю. В 1869 году один из вождей меннонитов, Мангарт, признал, что меннонитский догмат об обязательном уклонении от военной службы не имеет безусловного значения, так как война допускается и Святым Писанием как средство самозащиты, составляющей такую же обязанность христианина, как и обязанность никого не убивать, нападая.

## Меннониты в Российской империи и СССР
Российская империя
Первое переселение меннонитов в Российскую империю состоялось в 1789 году по приглашению императрицы Екатерины II в числе 228 семейств. Им была обещана свобода вероисповедания и свобода от военной и гражданской службы, дана льгота от податей на 10 лет, и каждому семейству отведено по 65 десятин земли. В свою очередь меннониты обязывались давать на общем основании квартиры и подводы для проходящих через их селения войск, содержать в исправности дороги и мосты и платить поземельную подать по 15 копеек с десятины удобной земли.
В 1789 году была заселена и Хортицкая волость Екатеринославского уезда Екатеринославской губернии.
В 1800 году 150 семейств переселились на Молочные воды Мелитопольского уезда Таврической губернии, получив до 120 000 десятин земли. В конце XVIII столетия близ села Новониколаевки, в верховьях реки Тащенак была основана колония меннонитов.
До 1820 года обустройство колоний меннонитов осуществлялось почти исключительно пришельцами из-за границы. За это время число колоний увеличилось в Молочанском округе до 40, а в Хортицком до 18. С 1820 года въезд в Россию иностранных поселенцев был приостановлен.
В 1852 году был образован третий меннонитский округ, названный Мариупольским.
С 1854 года данцигские, мариенбургские и эльбингские меннониты стали селиться в Самарской губернии, сначала в Новоузенском уезде, а потом и в Самарском, и до 1874 года, когда прибыла их последняя партия, образовали 16 колоний, получив также по 15 десятин на душу.
Когда в 1874 году все колонисты в Российской империи были признаны подлежащими воинской повинности, это было воспринято меннонитами как требование, несогласующееся с их религиозными убеждениями, и значительная их часть решила выселиться из Российской империи. Из одной только Таврической губернии переселилось в Америку до 1876 года около 900 меннонитских семейств, и почти столько же из Екатеринославской.
В 1855 году в колонии Эйнлаге Хортицкого округа появились сектанты (гюпферы), державшиеся буквы Священного Писания, и вскоре после того «иерусалимские братья» — прогрессисты. Отлучённые за это конвентом от церкви, они составили, вместе с иерусалимскими братьями, главный контингент меннонитов, выселившихся на Кавказ (1864—1866) в числе двухсот с лишним семейств.
Крупнейшие колонии меннонитов в Российской империи: Гальбштадт, Эйнлаге, Шенталь. Три новороссийских округа (Молочанский, Хортицкий и Мариупольский) образовывали «Новороссийское братство меннонитов», составлявшее общество страхования от огня, санкционированное в 1867 году. Много общин меннонитов было и в Западной Сибири.
СССР

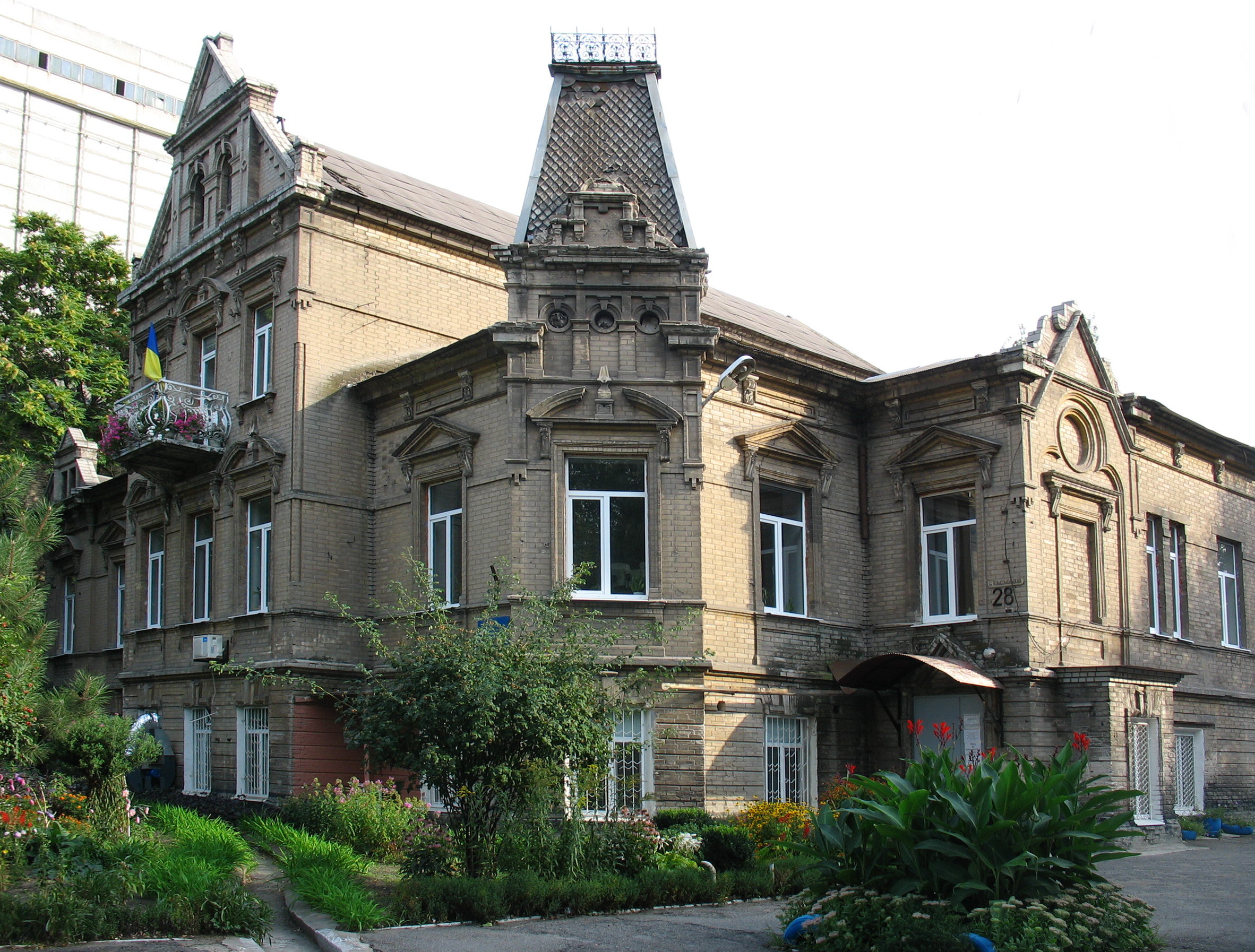
Особняк Абрагама и Катарины Коп в Александровске
(город Александровск в 1921 году переименован в Запорожье)

Меннониты занимались преимущественно земледелием. Они также основывали винокуренные, суконные, кирпичные, черепичные заводы, фабрики и мельницы. Многие мастерские по производству земледельческих орудий со временем укрупнились и переросли в машиностроительные заводы. Например, мастерская первого меннонита-предпринимателя Питера Леппа выросла в завод Леппа и Вальмана. Кузница Абрагама Копа — в завод Копа, послуживший в 1923 году ядром при образовании Запорожского автомобилестроительного завода «Коммунар». Самым промышленно развитым был Молочанский округ.

## Современные общины меннонитов

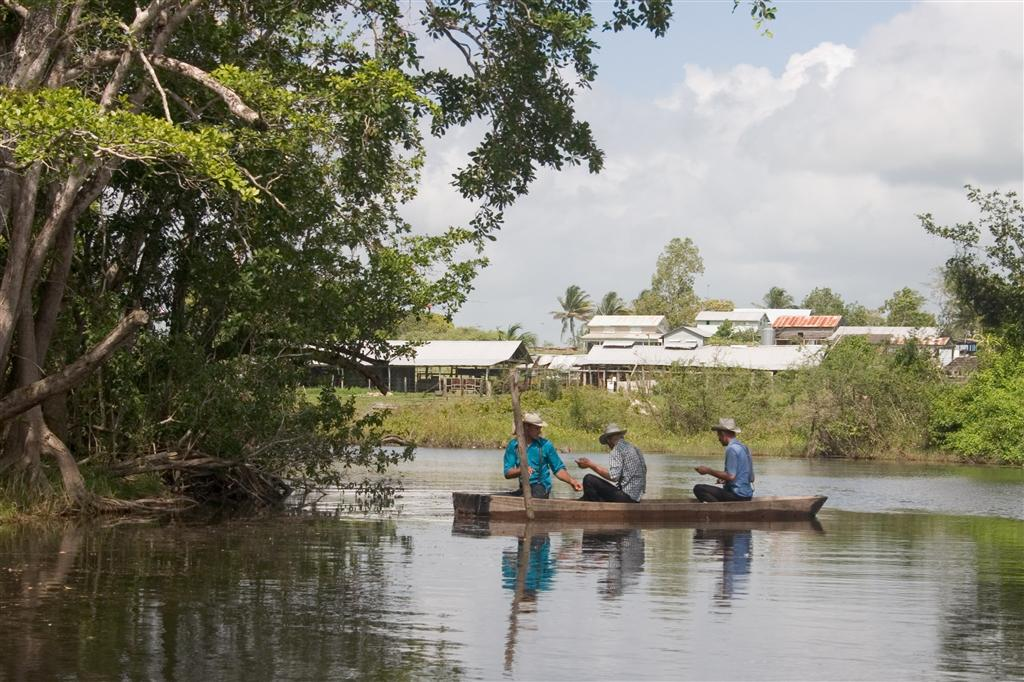
Меннониты в Белизе

Крупная община меннонитов проживает в Белизе. Численность общины — около 12 тыс. человек (3,6% населения страны), из них немецкоговорящие европеоиды — около 10 тыс., а также смешанного происхождения — около 2 тыс., в основном метисы (испано-индейского происхождения) и креолы (англо-африканского происхождения).
Есть община меннонитов в Мексике, в штате Кампече.
К 2001 году в РФ была основана организация «Объединение меннонитских церквей Оренбуржья». Центр этого меннонитского союза находится в селе Кичкасс Переволоцкого района.
С 2000 года в богослужении начали переходить на русский язык, а в 2003 их возглавил русский пастор Пётр Николаевич Чернышёв. К началу 2005 года ОМЦО насчитывает 8 зарегистрированных общин, имеющих своих пасторов. Первоначальное духовное образование получают в Библейской заочной школе «Еммаус», в которой учатся более ста двадцати человек (на 2024 год). В общинах функционируют воскресные школы. С 2002 по 2009 годы функционировал летний христианский лагерь близ села Претория Переволоцкого района, закрытый в связи с несоблюдением правил пожарной безопасности. Лагерь был перенесён в здание общины в Оренбурге.